# Johannes Blender

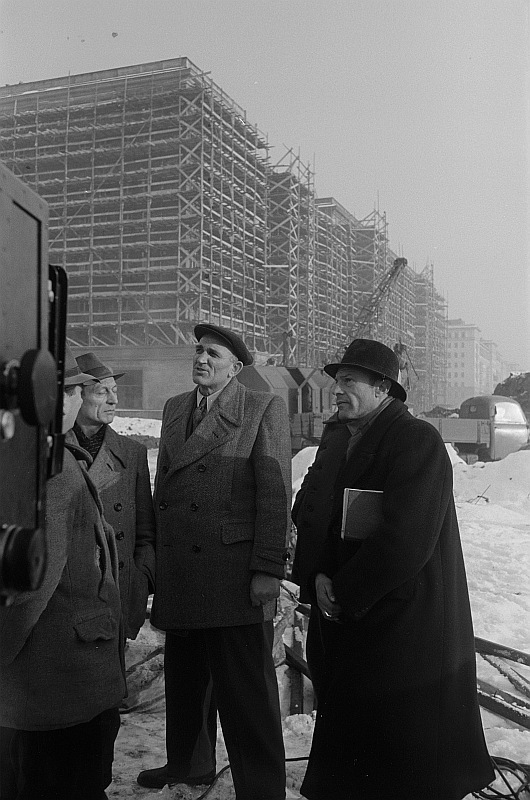
Johannes Blender (Bildmitte) bei einem 1952 gefilmten Interview in der Ost-Berliner Stalinallee

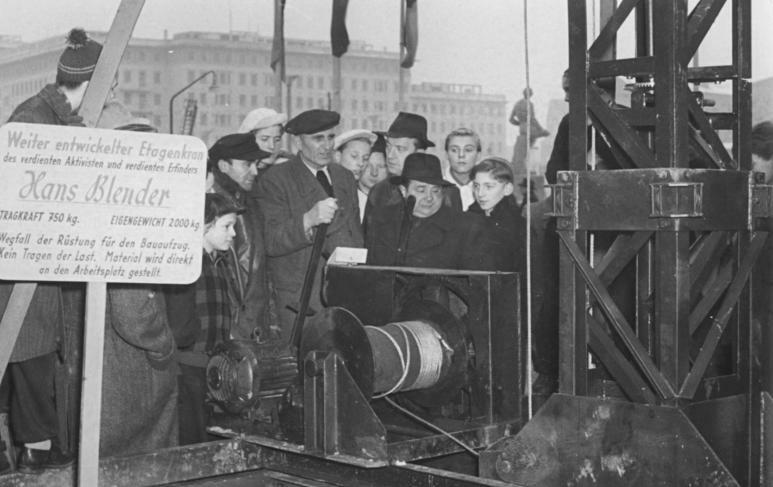
„Hans“ Blender 1952 bei seiner Vorführung des von ihm weiterentwickelten Etagenkrans

Johannes Blender (* 6. September 1903 in Heide (Holstein); † 4. Februar 1957) war ein deutscher Betriebsleiter und SED-Funktionär. Er war von 1950 bis 1957 Abgeordneter der Volkskammer der DDR.

## Leben
Blender, Sohn eines Arbeiter, besuchte die Volksschule und erlernte den Beruf des Hufschmieds in einer Dorfschmiede. Er ging dann aber als Werftarbeiter nach Hamburg. Hier wurde er 1927 politisch organisiert und nach 1933 von den Nazis verfolgt und eingekerkert. Von 1934 bis 1946 war er als Richtmeister für Stahlkonstruktionen in einem Betrieb des Thyssen-Konzerns tätig.
Nach dem Zweiten Weltkrieg wurde er 1945 zum Betriebsratsvorsitzenden der West-Berliner Niederlassung von Thyssen gewählt, 1946 jedoch wegen seiner SED-Mitgliedschaft entlassen. Er ging in den Ostsektor und arbeitete ab 1947 als Richtmeister im VEB Bau Berlin am Wiederaufbau der Stadt mit. Für seine Leistungen beim Bau der Stalinallee wurde er 1951 als Verdienter Aktivist und 1953 für die Weiterentwicklung eines Etagenkrans mit dem Ehrentitel Verdienter Erfinder ausgezeichnet.
Im Oktober 1950 wurde er als Berliner Vertreter und Mitglied der SED-Fraktion Abgeordneter der Volkskammer. Blender war Mitglied der Industriegewerkschaft Bau-Holz und der SED-Bezirksleitung Berlin. Im Februar 1953 wurde er zum Mitglied des Rates des Stadtbezirkes Berlin-Friedrichshain gewählt. Im Jahr 1953 wurde er Leiter des neugebildeten VEB Stahl- und Montagebau Berlin.
Johannes Blender starb am 4. Februar 1957 im Alter von 53 Jahren.